# 3-Hidroksi-3-izoheksenilglutaril-KoA lijaza
3-Hidroksi-3-izoheksenilglutaril-KoA lijaza (EC 4.1.3.26, beta-hidroksi-beta-izoheksenilglutaril KoA-lijaza, hidroksiizoheksenilglutaril-KoA:acetatlijaza, 3-hidroksi-3-izoheksenilglutaril koenzim A lijaza, 3-hidroksi-3-izoheksenilglutaril-KoA izopentenilacetoacetil-KoA-lijaza, 3-hidroksi-3-(4-metilpent-3-en-1-il)glutaril-KoA acetat-lijaza) je enzim sa sistematskim imenom 3-hidroksi-3-(4-metilpent-3-en-1-il)glutaril-KoA acetat-lijaza (formira 7-metil-3-oksooct-6-enoil-KoA). Ovaj enzim katalizuje sledeću hemijsku reakciju
3-hidroksi-3-(4-metilpent-3-en-1-il)glutaril-KoA {\displaystyle \rightleftharpoons } 7-metil-3-oksookt-6-enoil-KoA + acetat
Ovaj enzim takođe deluje na hidroksi derivate farnezoil-KoA.

## Literatura
- Nicholas C. Price; Lewis Stevens (1999). Fundamentals of Enzymology: The Cell and Molecular Biology of Catalytic Proteins (Third изд.). USA: Oxford University Press. ISBN 019850229X.
- Eric J. Toone (2006). Advances in Enzymology and Related Areas of Molecular Biology, Protein Evolution (Volume 75 изд.). Wiley-Interscience. ISBN 0471205036.
- Branden C; Tooze J. Introduction to Protein Structure. New York, NY: Garland Publishing. ISBN 0-8153-2305-0.
- Irwin H. Segel. Enzyme Kinetics: Behavior and Analysis of Rapid Equilibrium and Steady-State Enzyme Systems (Book 44 изд.). Wiley Classics Library. ISBN 0471303097.
- William P. Jencks (1987). Catalysis in Chemistry and Enzymology. Dover Publications. ISBN 0486654605.

## Spoljašnje veze
- 3-hydroxy-3-isohexenylglutaryl-CoA+lyase на 